# Staphylococcus epidermidis
Staphylococcus epidermidis (syn. Staphylococcus albus, Micrococcus epidermidis), benannt nach der Epidermis, ist ein fakultativ anaerobes, Koagulase-negatives, kokkoides (= kokkenförmiges), grampositives Bakterium aus der Gattung der Staphylokokken (Staphylococcus), welches in Paaren oder Tetraden vorkommt. In Deutschland wird es in die Biologische Risikogruppe 2 als Pathogen für Mensch und Tier, jedoch ohne Übertragung zwischen diesen eingestuft.

## Vorkommen
Staphylococcus epidermidis besiedelt die Haut und Schleimhäute des Menschen. Das Bakterium findet sich auch auf Lebensmitteln sowie auf der Haut und den Schleimhäuten einiger Säugetiere. Hervorzuheben ist seine Fähigkeit, die Oberflächen von Medizinprodukten wie Kathetern mit einem Biofilm zu besiedeln. Da es sich um einen kommensalen Hautkeim handelt, werden neben Implantaten auch Laborproben häufig durch S. epidermidis kontaminiert, was die Diagnostik erschwert. Multiresistente Stämme können zu vorwiegend nosokomialen Infektionen bei immunsupprimierten Patienten führen, die sich im Krankenhaus weiter ausbreiten und nur schwer behandeln lassen. Vancomycinresistente Stämme lassen sich auch in der Tierzucht nachweisen, da dort Antibiotika zur Leistungssteigerung in der Mast verabreicht werden.

## Diagnostik
Kulturell kann die Unterscheidung zu Staphylococcus aureus auf dem Mannit-Kochsalz-Agar nach Chapman erfolgen. Molekularbiologisch wird die Differenzierung mittels PCR und real time PCR durchgeführt.

## Weiterführende Literatur
- VijayKumar Patra, Slave Trajanoski, Aaroh Joshi, Vanina Lenief, Chloe Goyet, Altan Cornu, Nicole Golob-Schwarzl, Meghana Somlapura, Amandine Mosnier, Maximilian Zarfl, Thomas Eichmann, Harald Köefeler, Mary Norval, Jean-Francois Nicolas, Peter Wolf, Marc Vocanson: Urocanase-Positive Skin-Resident Bacteria Metabolize cis-Urocanic Acid and in Turn Reduce the Immunosuppressive Properties of UVR. In. Journal of Investigative Dermatology (JID), Epub 13. Mai 2025; doi:10.1016/j.jid.2025.03.035 (englisch). Dazu:
  - Jess Cockerill: Bacteria Living on Your Skin May Help Protect You From The Sun, Study Says. Auf: siencealert vom 24. Mai 2025.